# Atto von Pistoia

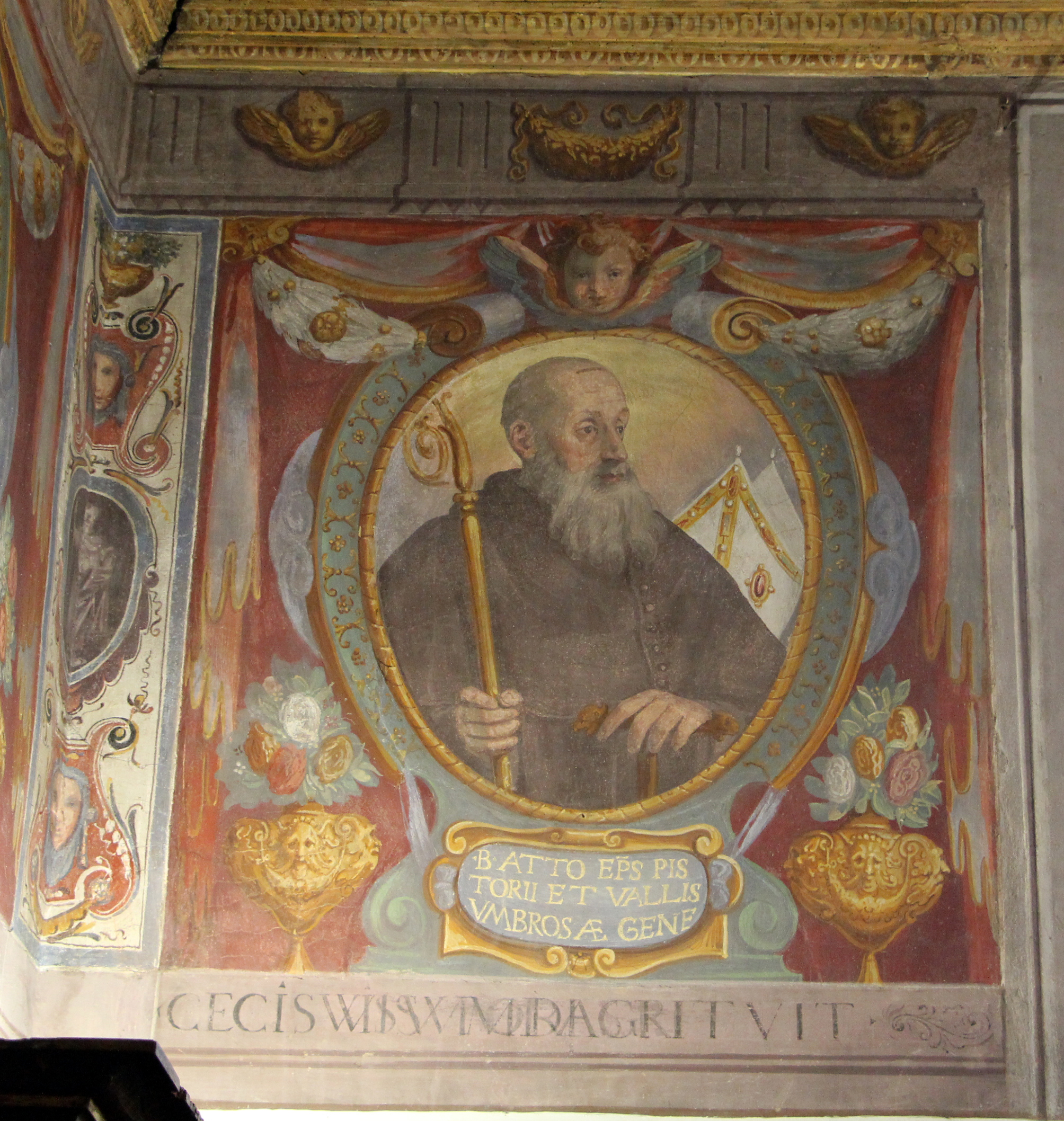
Fresco von Atto in der Abtei San Bartolomeo a Ripoli (Florenz)

Atto von Pistoia (auch Ató, Atón, Atão, Azzo, Attho, Attus; * zwischen 1070 und 1080; † 22. Mai 1143 oder 21. Juni 1153 oder 22. Mai 1155 oder 21. Juni 1155) war Generalabt der Vallombrosaner, später Bischof von Pistoia, und wird als Heiliger verehrt.

## Leben

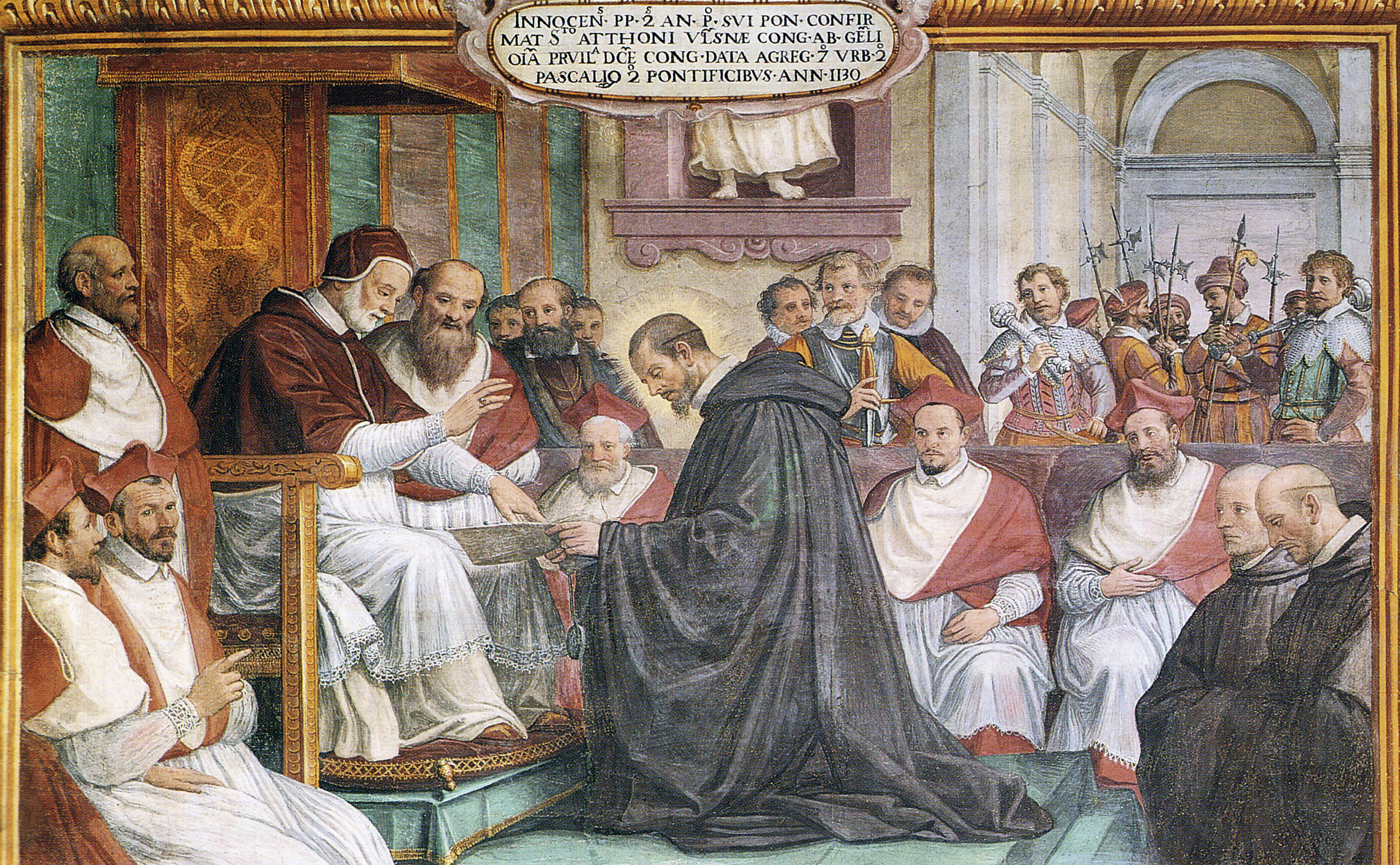
Papst Innozenz II. trifft Abt Atto, Fresco von Benedetto Velli in der Abtei von San Michele Arcangelo von Passignano

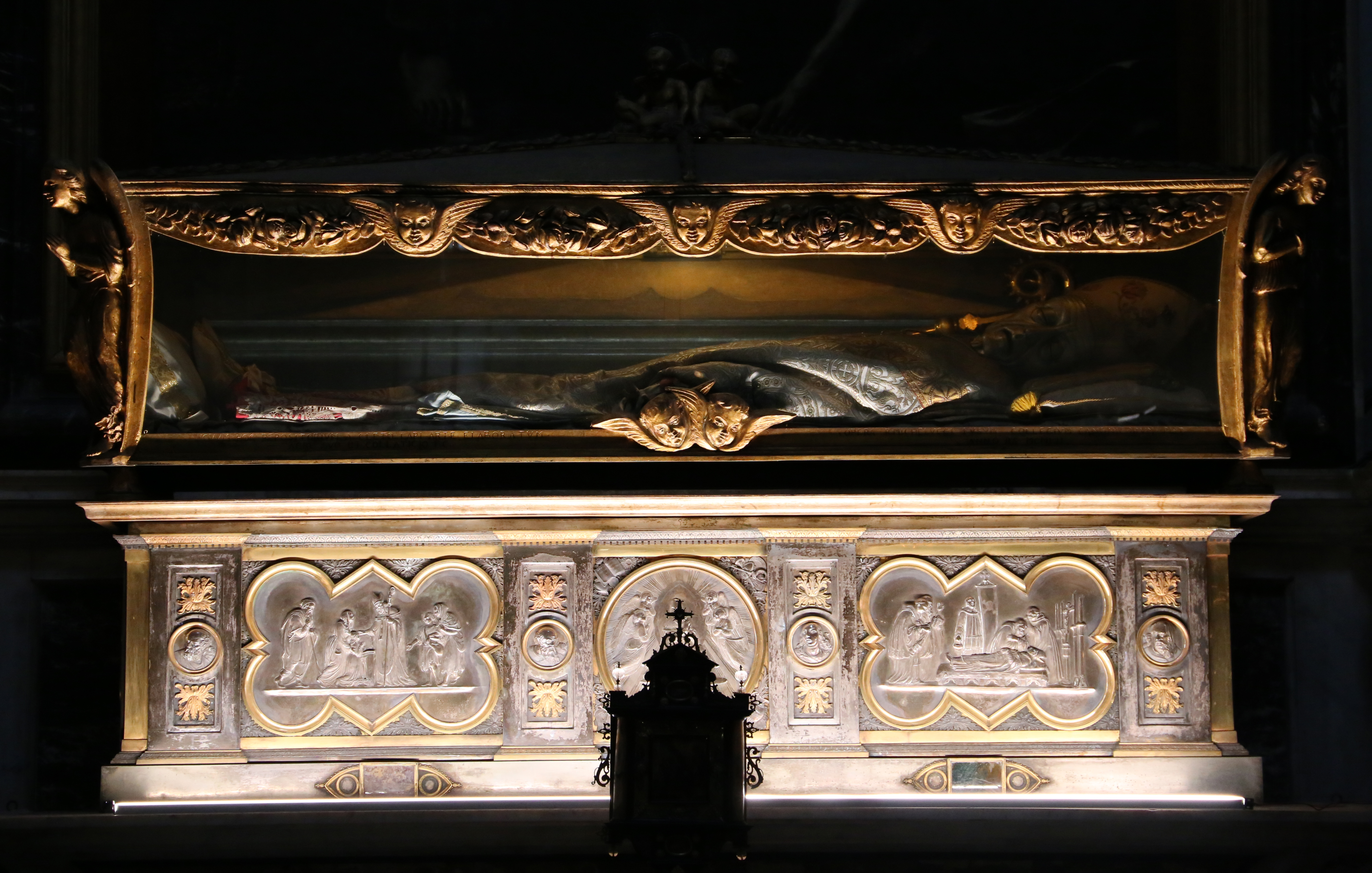
Reliquienschrein aus Bronze (von Cleto Lapi, 1952) in der Kapelle des Heiligen in der Kathedrale mit einer Maske (Werk von Bijno Bini, 1953)

Zu Geburts- und Sterbedatum sowie Geburtsort gibt es verschiedene Angaben. Als Geburtsorte werden Badajoz in Spanien oder Portugal oder Pistoia in der Toskana genannt.
1105 wurde Atto zum Abt der Vallombrosaner ernannt. Nach dem Tod seines Vorgängers als Bischof von Pistoia Ildebrando 1133, wählte das Domkapitel Atto im selben Jahr als seinen Nachfolger. Papst Innozenz II. bestätigte die Wahl am 21. Dezember 1134 mit einer Bulle.
Im Jahr 1145 soll Atto Reliquien von Jakobus dem Älteren, die er vom Erzbischof Diego Gelmírez aus Santiago de Compostela erhalten hatte, in die Kathedrale von Pistoia überführt haben.
Atto schrieb auch Bücher und Biografien.
Er genoss große Wertschätzung beim Apostolischen Stuhl und wurde bei schwierigen Auseinandersetzungen als Schlichter für friedliche Lösungen eingesetzt. Er galt als fromm, wohltätig und arm.
Die Taufkapelle von Santa Maria in Corte, wo er ursprünglich beerdigt worden war, wurde am 25. Januar 1337 abgerissen. Sein Leichnam wurde in die Kathedrale von Pistoia in einen Marmoraltar, der die Form eines Arkosoliums hat, überführt. Der Altar ist ein Werk von Leonardo Marcacci und ist heute noch in der Kirche erhalten. Im Jahr 1953 wurde der Leichnam abermals versetzt in einen Reliquienschrein aus Glas und Bronze.
Atto wurde am 24. Januar 1605 von Papst Clemens VIII. heiliggesprochen.
Sein Fest wurde auf den 22. Mai festgelegt. In Pistoia wird sein Fest am 21. Juni gefeiert.

## Werke
- Vitam S. Joannis Gualberti Abbatis Congregationis Vallis umbrosanae institutoris (Das Leben des heiligen Johannes Gualbertus, Abt der Vallombrosaner)
- Vita sancti Bernardi monachi, et abbatis monasterii S. Salvii et Vallis Umbrosae generalis (Das Leben des heiligen Bernardo, Mönch und Abt des Klosters S. Salvius und Generalabt der Vallombrosaner)
- De translatione reliquiarum et miraculis S. Jacobi Apostoli (Über die Überführung der Reliquien und Wunder des heiligen Apostels Jakobus )[9]